# الحفنة (رماح)
الحفنة، هي قرية من فئة (ب) تقع في محافظة رماح، والتابعة لمنطقة الرياض في السعودية. وتبعد الحفنة عن محافظة رماح بمسافة تقارب (80) كم.